# DUSP3
DUSP3 (англ. Dual specificity phosphatase 3) – білок, який кодується однойменним геном, розташованим у людей на короткому плечі 17-ї хромосоми. Довжина поліпептидного ланцюга білка становить 185 амінокислот, а молекулярна маса — 20 478.
| 10         |  | 20         |  | 30         |  | 40         |  | 50         |
| ---------- |  | ---------- |  | ---------- |  | ---------- |  | ---------- |
| MSGSFELSVQ |  | DLNDLLSDGS |  | GCYSLPSQPC |  | NEVTPRIYVG |  | NASVAQDIPK |
| LQKLGITHVL |  | NAAEGRSFMH |  | VNTNANFYKD |  | SGITYLGIKA |  | NDTQEFNLSA |
| YFERAADFID |  | QALAQKNGRV |  | LVHCREGYSR |  | SPTLVIAYLM |  | MRQKMDVKSA |
| LSIVRQNREI |  | GPNDGFLAQL |  | CQLNDRLAKE |  | GKLKP      |  |            |

A: Аланін

C: Цистеїн

D: Аспарагінова кислота

E: Глутамінова кислота

F: Фенілаланін

G: Гліцин

H: Гістидин

I: Ізолейцин

K: Лізин

L: Лейцин

M: Метіонін

N: Аспарагін

P: Пролін

Q: Глутамін

R: Аргінін

S: Серин

T: Треонін

V: Валін

Кодований геном білок за функціями належить до гідролаз, протеїн-фосфатаз. 
Задіяний у такому біологічному процесі, як альтернативний сплайсинг. 
Локалізований у ядрі.